# Daune
Daune este o arie protejată (arie specială de conservare — SAC, sit de importanță comunitară — SCI) din Suedia întinsă pe o suprafață de 12.009,6 ha, integral pe uscat.

## Localizare
Centrul sitului Daune este situat la coordonatele 65°16′24″N 15°08′53″E / 65.2734°N 15.148°E.

## Înființare
Situl Daune a fost declarat sit de importanță comunitară în decembrie 1998 pentru a proteja 1 specie de plante și 2 specii de animale. Situl a fost protejat și ca arie specială de conservare în decembrie 2009.

## Biodiversitate
Situată în ecoregiunea alpină, aria protejată conține 19 habitate naturale: Mlaștini turboase de tranziție și turbării mișcătoare, Păduri nordice subalpine/subarctice cu Betula pubescens ssp. czerepanovii, Izvoare fino-scandinave și mlaștini produse de izvoare bogate în minerale, Pajiști alpine și subalpine calcaroase, Tufărișuri subarctice cu Salix spp., Pante stâncoase silicioase cu vegetație casmofită, Liziere de ierburi înalte hidrofile de câmpie și de nivel montan până la alpin, Formațiuni pioniere alpine de Caricion bicoloris-atrofuscae, Lacuri și iazuri distrofice naturale, Fânețe montane, Râuri de munte și vegetația erbacee de pe malurile acestora, Pajiști alpine și boreale, Grohotișuri calcaroase și de șisturi calcaroase de la nivelul montan până la nivelul alpin (Thlaspietea rotundifolii), Mlaștini alcaline, Grohotișuri silicioase de la nivelul montan până la nivelul zăpezii (Androsacetalia alpinae și Galeopsietalia ladani), Pajiști boreale și alpine pe substrat silicios, Taiga vestică, Pante stâncoase calcaroase cu vegetație casmofită, Pajiști cu Molinia pe soluri calcaroase, turboase sau argilos-nămoloase (Molinion caeruleae).
La baza desemnării sitului se află mai multe specii protejate:
- plante (1): Gymnigritella runei
- mamifere (2): gluton (Gulo gulo), râs eurasiatic (Lynx lynx)